# Église de Geta
L'église de Geta (en suédois : Geta kyrka) est une église située à Geta, sur l'île d'Åland, en Finlande.

## Histoire
L'église en granite rouge est construite probablement entre 1510 et 1540.